# Федір Метохіт

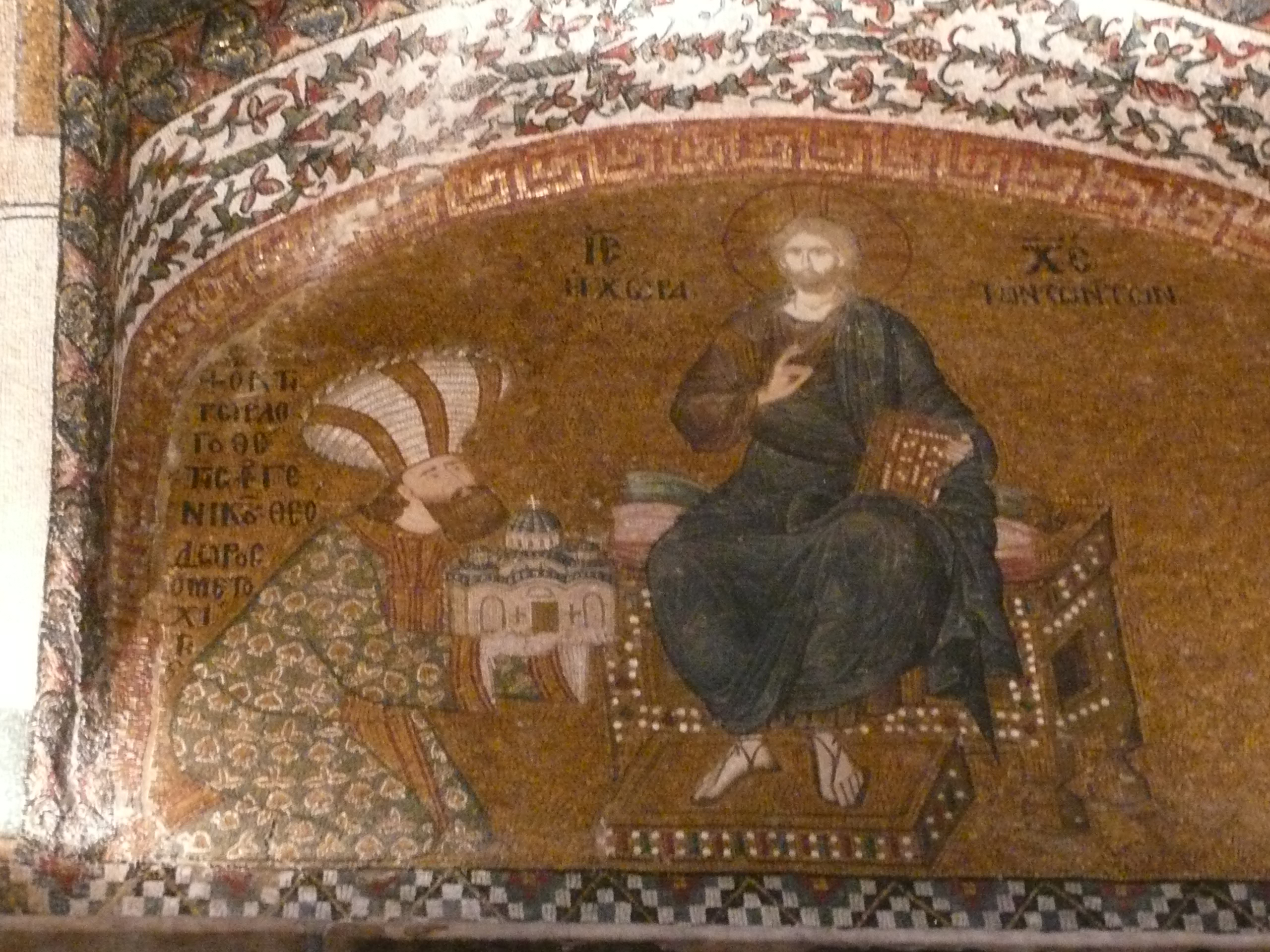
Федір Метохіт підносить в дар Христу оновлений храм Хору,

Федір Метохіт (грец. Θεόδωρος Μετοχίτης;  1270 в Константинополі; — 13 березня 1332 р.) — візантійський дипломат, письменник, високий урядовець, богослов, філософ, історик, астроном і меценат. Близько 1305 до 1328 він був секретарем і особистим консультантом імператора Андроніка II Палеолога.

## Життя
Метохіт був сином архидиякона Георгія Метохіта, пристрасного прихильника унії Православної і католицької церков. Після Другого Синоду у Влахерні його батько був засуджений і засланий. Метохіт, здається, провів свою молодість у чернечому середовищі у Віфінії в малій Азії. Він присвятив себе вивченню світських і релігійних авторів. Коли Андронік II відвідав Нікею у 1290/1291 рр., Метохіта, очевидно, справив на нього таке враження, що він викликав його негайно до двору і призначив його візантійським дипломатом. Приблизно через рік він був призначений сенатором. Крім виконання своїх політичних завдань (дипломатичних місій в Кілікії 1295 і в Сербії 1299), їздив і продовжував вчитися і писати. 1312/1313 роках він почав з вивчення астрономії у Мануїла Бріенніоса, пізніше він сам був учителем Нікефороса Грегораса. 
Федір Метохіт був одружений і мав п'ятьох синів і одну дочку Ірену, яка була одружена з Іваном Палеологом, намісником Солунським, племінником Андронікоса II.
У 1321 році він був одним з найбагатших людей свого часу. Частину його майна він використав для реставрації та облаштування церкви Хора на північний захід від Константинополя, де сьогодні мечоліти, представлені донорами, на мозаїці в нартекси, можна побачити над входом до нефа.
Після повалення Андроніка II в 1328 році своїм онуком Андроніком III, Феодор піддався опалі і був засланий в монастир, де провів останні роки життя, і був похований.

## Твори
Метохітовий доробок складається з 20 віршів у Гекзаметрах, 18 Виступів, коментарі до Аристотеля . Про природну філософію, вступ до вивчення Птолемеївської астрономії (астрономія стоїхеїозу) та 120 нарисів з різних тем. Багато з цих творів поки не редагуються. Найзначущими є Слово 10 «Про моральні проблеми, або Про освіченість» (бл. 1305 року); Слово 17  «Зіставлення та оцінка слави та досягнень двох риторів – Демосфена та Аристида» (1330–1331 роки); «Пам'ятні нариси» (центральний праця, створена між 1321 і 1328 роками).
Відомий як глибокий знавець античних авторів, коментатор Аристотеля. Автор історико-філософської праці «Гномічні нариси і пам'ятки», що являє собою зібрання нарисів з філософії, астрономії, географії, історії, літературі.
В його вченні особливе місце займала тема долі, персоніфікованої в образі давньогрецької богині Тихі. Доля, на думку Метохіта, задає уявлення про загальні мінливості, ненадійність життя окремих людей і цілих народів. Вченив вважав долю однією з ланок у ланцюзі світової історії.

## Текст видання та переклади
- Theodorus Metochites: Paraphrasis in Aristotelis universam naturalem philosophiam (= Commentaria in Aristotelem Graeca. Bd. 3). Übersetzt von Gentianus Hervetus. Neudruck der 1. Ausgabe, Basel 1559, mit einer Einleitung von Charles Lohr. Frommann-Holzboog, Stuttgart-Bad Cannstatt u. a. 1992, ISBN 3-7728-1223-6.
- Jeffrey M. Featherstone (Hrsg.):  Theodore Metochites's Poems “To Himself”. Introduction, Text, and Translation (= Byzantina Vindobonensia. Bd. 23). Verlag der Österreichischen Akademie der Wissenschaften, Wien 2000, ISBN 3-7001-2853-3
- Karin Hult (Hrsg.): Theodore Metochites on Ancient Authors and Philosophy. Semeioseis gnomikai 1–26 & 71 (= Studia Graeca et Latina Gothoburgensia. Bd. 65). A Critical Edition with Introduction, Translation, Notes, and Indexes. With a Contribution by Börje Bydén. Acta Universitatis Gothoburgensis, Göteborg 2002, ISBN 91-7346-434-1
- Hendrik Joan Drossaart Lulofs: Aristoteles De somno et vigilia liber. Adiectis veteribus translationibus et Theodori Metochitae commentario. Burgersdijk & Niermans u. a., Lugdunum Batavorum (d. i.: Leiden) 1943 (Utrecht, Universität, Dissertation, 1943).